# Santa Adélia
Santa Adélia é um município brasileiro do estado de São Paulo. Tem uma população de 14.333 habitantes (IBGE/2010).. O município é formado pela sede e pelos distritos de Botelho, Santa Rosa e Ururaí.

## História

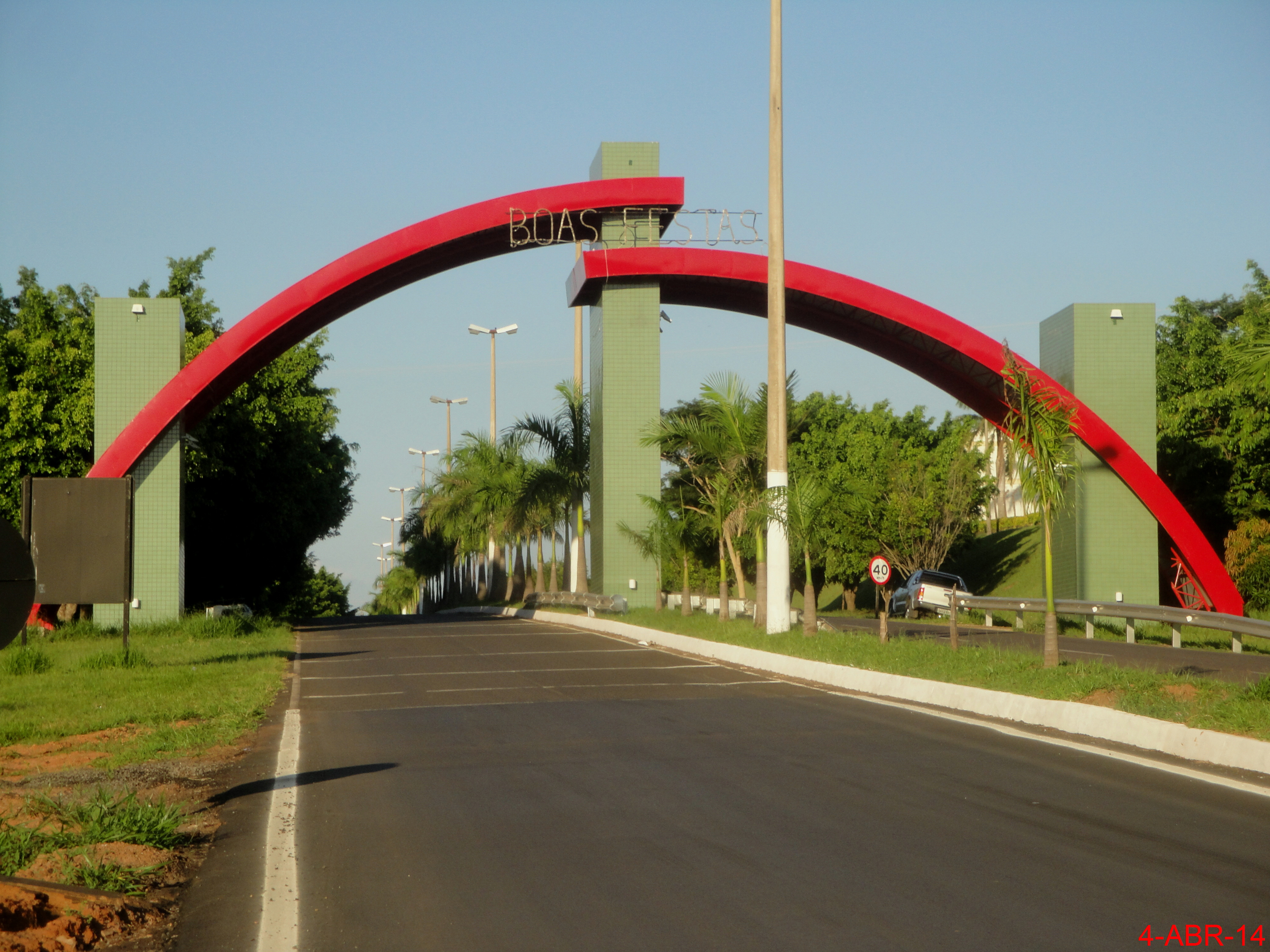
Portal de acesso a cidade.

Em meados do século passado, a região onde hoje se situa o município de Santa Adélia, era apenas uma extensa área coberta de matagais. Em 1907 o traçado da estrada de ferro foi  delineado pela "Companhia da Estrada de Ferro", em demanda da Vila Adolpho (hoje Catanduva), aqui foi construída a primeira casa pelo Coronel Relíquias de Souza Guimarães, fundador da cidade, que nessa época trabalhava na fazenda Dumont. Em 1909, Santa Adélia já contava com algumas centenas de casas quando ao fim de 1909 passou o primeiro trem.
Foi criado em 1910 o Distrito de paz e elevação à Vila pela lei 1240 de 23 de dezembro. (1911 - em 3 de julho foi instalado o Distrito de paz). Em 1916 a lei estadual 1499 de 22 de março de 1916 criou o município como sendo um território desmembrado de Taquaritinga. Já em 1938 em 30 de novembro de 1938 o decreto-lei estadual 9775 criou a Comarca de Santa Adélia, formada pelos municípios de Santa Adélia, Itajobi e Ariranha.
Em 26 de março de 1939 foi instalada a Comarca. 1948 - a lei municipal nº 16 de 15 de dezembro estabelece o dia 16 de dezembro Dia da Padroeira Santa Adélia. 1964 - a Comarca de Santa Adélia perde o Município de Itajobi. 1969 - a lei municipal nº 368 de 27 de janeiro, fixou o dia 22 de março Dia do Município como feriado municipal.
Atualmente pertencem a comarca de Santa Adélia mais dois municípios: Palmares Paulista e Ariranha.

## Geografia
Localiza-se a uma latitude 21º14'34" sul e a uma longitude 48º48'15" oeste, estando a uma altitude de 618 metros. Possui uma área de 330,9 km².
Santa Adélia pertence à Microrregião de Catanduva. 

## Demografia
Dados do Censo - 2010
População total: 14.333
- Urbana: 13.560
- Rural: 773
- Homens: 7.164[9]
- Mulheres: 7.169

Densidade demográfica (hab./km²): 43,32
Taxa de alfabetização: 92,4%
Dados do Censo - 2000
Mortalidade infantil até 1 ano (por mil): 16,42
Expectativa de vida (anos): 70,93
Taxa de fecundidade (filhos por mulher): 2,40
Índice de Desenvolvimento Humano (IDH-M): 0,776
- IDH-M Renda: 0,716
- IDH-M Longevidade: 0,765
- IDH-M Educação: 0,847

(Fonte: IPEADATA)

## Política e administração

### Subdivisões
O município conta com três distritos, são eles o distrito de Ururaí (Taquara), Botelho e Santa Rosa.
O Distrito de Botelho conta com um posto policial, unidade básica de saúde e uma ambulância para cobrir emergência e seu maior ponto comercial é o barracão de frutas, onde comercializam-se frutas para todo o Brasil.
O Distrito de Ururaí está situado a 16 km de Santa Adélia e a 3 km da rodovia Washington Luiz, todo o acesso é asfaltado, conta também com uma unidade de saúde, a maior parte da população trabalha no cultivo da laranja e cana de açúcar.
O Distrito de Santa Rosa fica a 2 km da Rodovia Washington Luiz e 9 km de Santa Adélia, conta com unidade básica de saúde e tem como sua principal fonte de renda o cultivo da cana de açúcar.

## Infraestrutura

### Comunicações
O sistema de telefones automáticos foi inaugurado na cidade em 1979 pela Telecomunicações de São Paulo (TELESP), que também implantou o sistema de discagem direta à distância (DDD) em 1980 com o código de área (0175). Anteriormente a cidade era atendida pela Telefônica Nacional.
Na década de 90 o código DDD da cidade foi alterado para (017), para padronização do sistema telefônico com a telefonia celular que estava sendo implantada em todo o estado.

## Religião
O Cristianismo se faz presente na cidade da seguinte forma:

### Igreja Católica
- A igreja faz parte da Diocese de Catanduva.[14]

### Igrejas Evangélicas
- Assembleia de Deus Ministério do Belém.[15][16]
- Congregação Cristã no Brasil.[17]